# Pärlfiskarna

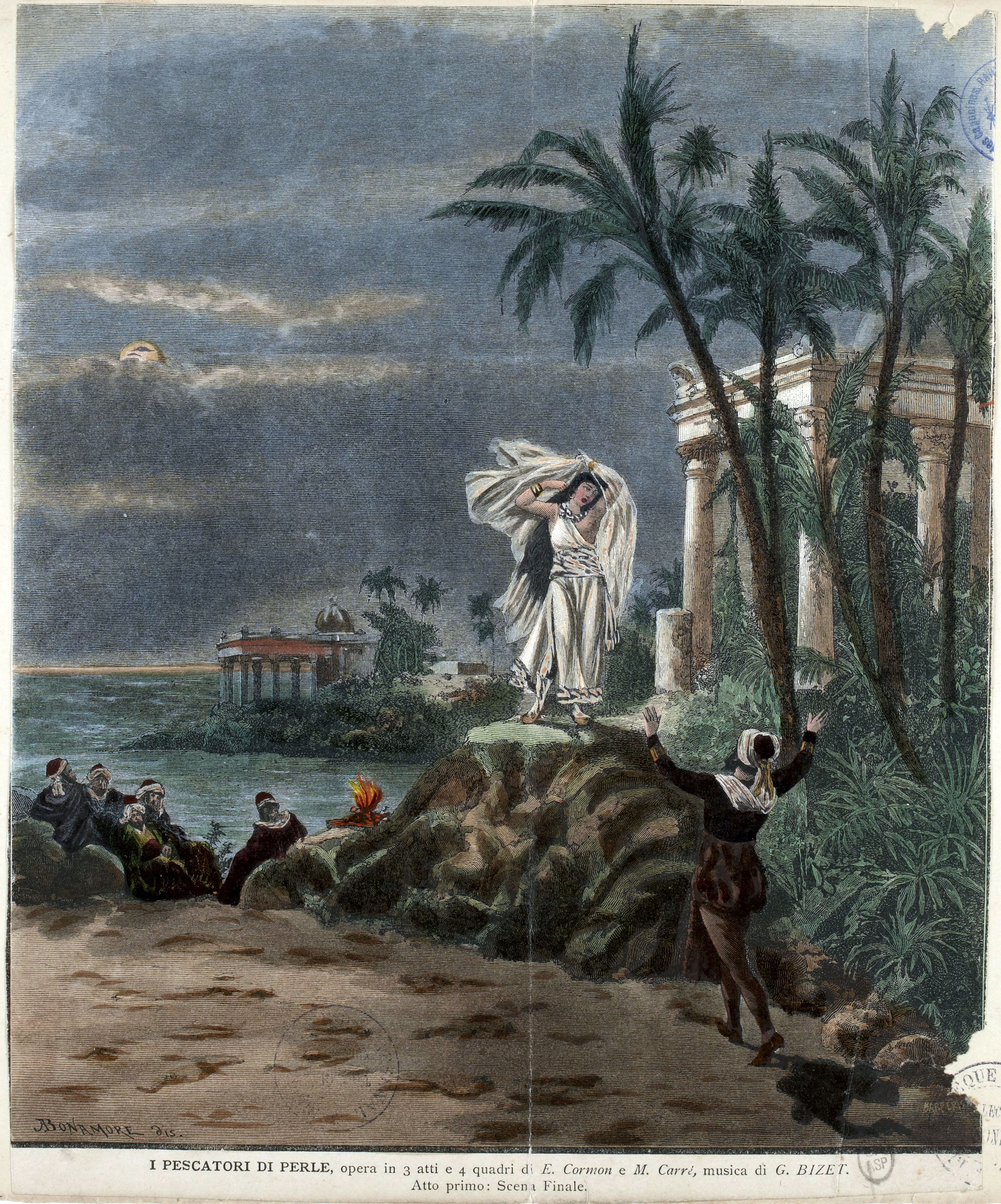
Slutscenen i första akten. Illustration från La Scala den 20 mars 1886.

Pärlfiskarna (franska: Les Pêcheurs de perles) är en fransk opera i tre akter med musik av Georges Bizet samt libretto av Michel Carré och Eugène Cormon.

## Historia
I mars eller april 1863 skrev Bizet på ett kontrakt med Léon Carvalho, operachef på Théâtre Lyrique i Paris, om en opera i tre akter som skulle börja repeteras i augusti med en förväntad premiär i mitten av september samma år. Bizet satte entusiastiskt igång med komponerandet. Librettot var inspirerat av tidens smak för det exotiska och skulle ursprungligen ha utspelats i Mexiko och handlat om indianer istället för indier. Handlingen förlades senare till Ceylon, där Bizet verkar ha lagt mindre vikt vid den orientaliska färgningen än vid den utomeuropeiska världens omedelbarhet. Hit hör även de uppsluppna religiösa danserna (i inledningen till akt I och akt III), brahmanceremonins högstämda stränghet (akt I) och sorgmarschens dystra stämningsläge (under förberedelserna för avrättningen i akt III). Även om librettot knappast kan anses vara ett  mästarprov, så uppvisar den ändå en ekonomisk geometri, där de tre huvudpersonerna profilerar sig med var sin aria och var och en tilldelas en duett med de övriga. För att hinna slutföra operan i tid tvingades Bizet överge arbetet på enaktsoperan La guzla de l'emir, samt låna musik från tidigare verk (till exempel Ivan IV). 

## Premiär och senare versioner

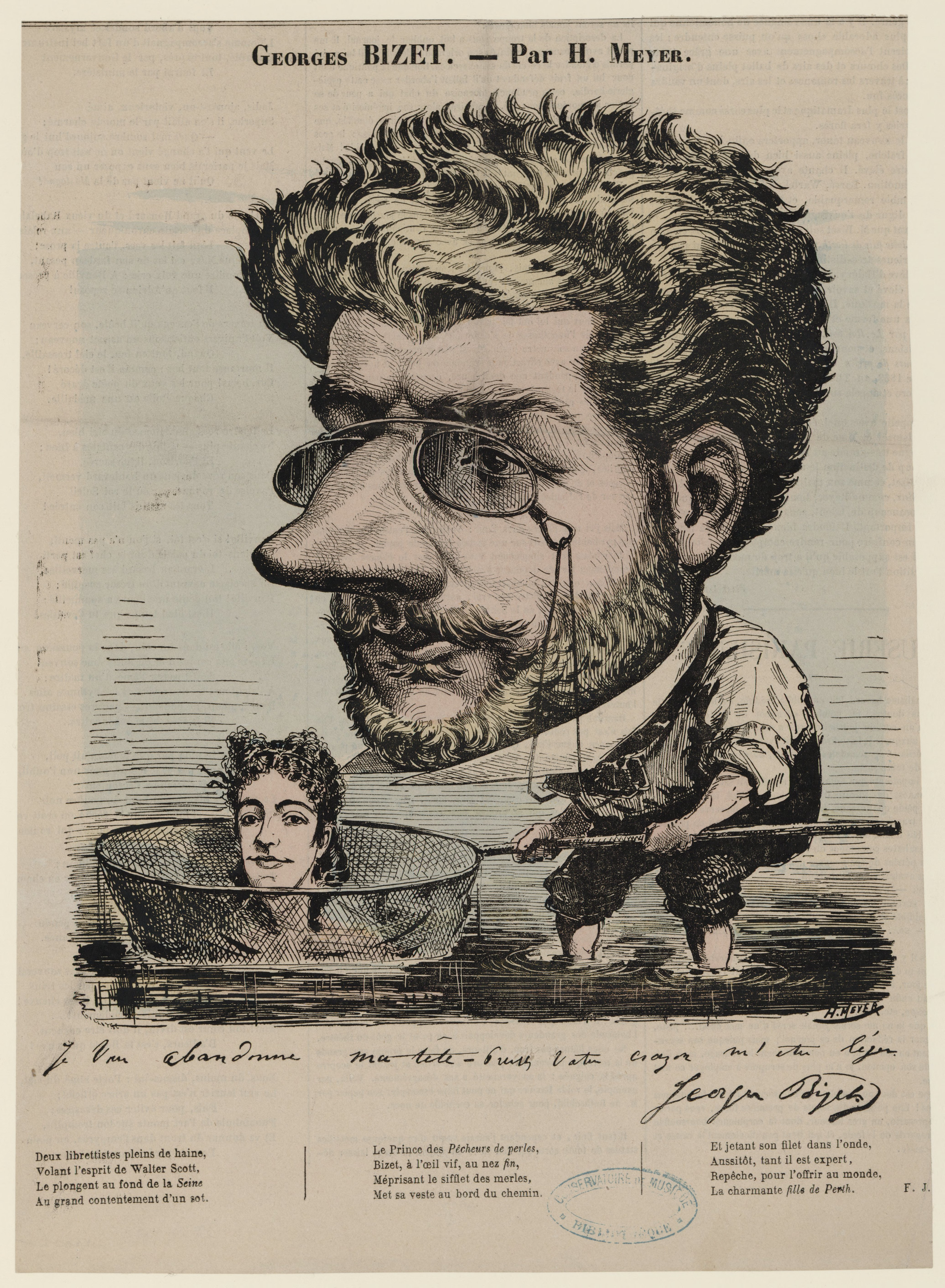
Karikatyr från 1867 av pärlfiskaren Bizet.

Fram till repetitionerna innehöll operan talad dialog i åtskilliga scener till de första två akterna. Operan uruppfördes på den 30 september 1863. Somliga kritiker beskyllde Bizet för att imitera Wagner, andra Verdi, och andra kallade operan för en orgie av buller och oväsen. Berlioz tycks ha varit den ende som uppfattade verkets kvaliteter. Bizet talade längre fram mycket ringaktande om den och kallade den för "briljant fiasko". Som ett svar mot kritiken reducerade Bizet masscenerna och sceneffekterna, och fokuserade på huvudpersonernas konflikter som trädde allt starkare i förgrunden. Pärlfiskarna uppfördes 18 gånger, vilket ansågs mycket för ett debutantverk, men spelades inte mer förrän 1886, då på La Scala i Milano. Vid samma tid började musikförlaget Choudens revidera operan. Den berömda duetten mellan tenoren och barytonen i akt I förlorade sin tretaktsform i form av ett allegro till förmån för en återgång till öppningens andante. Tonsättaren Benjamin Godard komponerade en ny trio till akt III, ("O lumière sainte"). Scenanvisningar och musiken till finalen ändrades: först brändes Zurga på bålet, senare blev han knivhuggen i ryggen av en indier. 1975 års version av operan återvände i stora delar till 1863 års partitur med orkestrering av Arthur Hammond som kompensation för de förlorade avsnitten då originalmanuskriptet hade varit försvunnet sedan 1890-talet. Men tack vare fyndet av ett pianoutdrag från 1863 har operan kunnat rekonstrueras enligt Bizets orkesterplaner.
Operan fick sin premiär i England den 22 april 1887 på Covent Garden-operan i London under namnet Lëila. Den svenska premiären ägde rum på Kungliga Teatern i Stockholm den 5 november 1900.

## Roller
- Leïla, prästinna hos Brahma (sopran)
- Nadir, fiskare (tenor)
- Zurga, fiskarnas ledare (baryton)
- Nourabad, Brahmas överstepräst (basstämma)

## Handling
Pärlfiskarna utspelar sig bland fiskare på Ceylon i antik tid.
Akt I
Med sång och dans ber pärlfiskarna om gudarnas välsignelse i deras farliga arbete och väljer en ny hövding: Zurga. Nadir återvänder efter en lång tids bortavaro. Zurga och Nadir återupplivar sin gamla vänskap, men enas båda om att vara trogna sitt gemensamma löfte om att avstå från kärleken, eftersom de en gång förälskat sig i samma kvinna. Pärlfiskarna har utsett en prästinna som i fortsättningen skall be om gudarnas gunst. Den beslöjade kvinnan avlägger kyskhetslöftet. Nadir känner då igen sin älskade Leïlas röst. Hon anar visserligen att han är närvarande men slutför trots det ritualen.
Akt II
I en otillgänglig tempelruin instruerar brahmanen Leïla i hennes nya ämbete. Nadir lyckas ta sig fram genom den oländiga terrängen till Leïla. I konflikten mellan plikten och kärleken segrar den senare hos Leïla, men de älskande blir tagna på bar gärning och skall bestraffas. Zurga visar dock medlidande med vännen och den främmande prästinnan. Men när hon låter slöjan falla, känner han i henne igen den kvinna som även han själv en gång älskade och känner sig bedragen av Nadir.
Akt III
Scen 1. Inom sig slits Zurga mellan vreden över förräderiet och vänskapen. Han låter föra fram Leïla. Hon ber om nåd för Nadir och förvärrar därmed Zurgas svartsjuka. Han befaller att de båda älskande skall brännas på bål. Men när han får se halskedjan som Leïla bär, inser han att hon en gång har räddat hans liv och ser det nu som sin plikt att rädda Leïla och vännen undan döden.
Scen 2. Pärlfiskarna har samlats för att låta Leïla och Nadir lida offerdöden. Men de får av Zurga det förfärliga budskapet att tälten i lägret brinner. Det är Zurga själv som har anlagt branden för att därigenom ge de älskande möjlighet att fly.

## Berömda utdrag
- Akt 1. C'est toi... Au fond du temple saint (Nadir och Zurga)[2]; Je crois entrendre encore (Nadir); Le ciel est bleu (kör)
- Akt 2. Me voilà seul dans la nuit... Comme autrefois dans la nuit sombre (Leïla); De mon amie, fleur endormie (Nadir); Dieu puissant la voilá (Leïla och Nadir)
- Akt 3. L'orage c'est calmé - O Nadir, tendre amie (Zurga)